# Wang Liping (atleta)
Wang Liping (Fengcheng, 8 de julho de 1976) é uma atleta, marchadora e campeã olímpica chinesa.
Liping conquistou a medalha de ouro da marcha de 20 km em Sydney 2000, a primeira vez que a marcha atlética feminina foi disputada nesta distância nos Jogos Olímpicos. Quatro anos depois, em Atenas 2004, voltou a participar defendendo seu título mas ficou apenas em oitavo lugar.
Sua melhor marca, 1:26:23, conseguida em Cantão, China, em novembro de 2001, permaneceu como recorde chinês até março de 2012.